# Aprostocetus verus
Aprostocetus verus är en stekelart som först beskrevs av Girault 1928.  Aprostocetus verus ingår i släktet Aprostocetus och familjen finglanssteklar. Inga underarter finns listade i Catalogue of Life.